# Joseph-Ernest-Henri LaRue
Pour les articles homonymes, voir Larue.
Joseph-Ernest-Henri LaRue (15 février 1892-20 octobre 1973) est un notaire et homme politique fédéral du Québec.

## Biographie
Né à Baie-des-Sables dans le Bas-Saint-Laurent, il étudie au séminaire du Québec et à l'Université Laval. Il entame sa carrière politique en devenant député du Parti conservateur dans la circonscription de Matane en 1930. Il est défait à deux reprises par Arthur-Joseph Lapointe dans la nouvelle circonscription de Matapédia—Matane en 1935 et en 1940 alors qu'il représente la bannière du Gouvernement national.
Il est aussi le père du député fédéral et dentiste Perrault LaRue.